# Нићифор Мелисин
Нићифор Мелисин (грч. Νικηφορος Μελισσηνος, око 1045 — 17. новембар 1104) је био византијски аристократа и генерал из друге половине 11. века. Током 1060-их, Нићифор Мелисин је био на високим административним положајима у балканским и малоазијским провинцијама царства. После [[битка код Манцикерта|битке код Манцикертаđđ, када су неки од византијских генерала покушали да преузму власт у царству, Нићифор Мелисин је остао веран цару Михаилу VII Дуки, због чега га је прогнао цар Никифор III Вотанијат. Године 1080–1081 Нићифор Мелисин је уз помоћ Турака Селџука успео да успостави контролу над малоазијским провинцијама и прогласио се за цара. Након што је Алексије Комнин успео да успостави контролу над престоницом 1081. године, Нићифор Мелисин је признао његову власт, у замену за  признање добио је титулу „цезара“.

## Порекло и рана политичка каријера
Нићифор Мелисин је рођен око 1045. године, највероватније у Дорилеју, где је његова породица држала велике поседе. Са две стране, Нићифор је потицао из угледних аристократских породица – његов отац је био из породице Вурк, а мајка је била изданак престижне породице Мелисини, која датира из 8. века и дала је низ угледних војсковођа. Нићифор Мелисин се око 1067. године оженио Евдокијом Комнином – ћерком заповедника војске Јована Комнина и сестром будућег цара Алексија I Комнина. Нићифор и Евдокија су имали децу, али је познато име једног од њихових синова, који се звао Јован Комнин.
Шездесетих година 10. века Нићифор Мелисин, је добио чин магистра, био је војвода Тријадике (Софија). Године 1070. Мелисин је био на бојном пољу заједно са трупама којим је командовао његов зет, протостратор Манојло Комнин, који се борио против Турака Селџука у Малој Азији. Међутим, Византинци су поражени код Севастеје (данас Сивас), а Мелсинина и Манојла Комнина ухватио је турски вођа којег су Византинци назвали Хризоскулом. Међутим, њихово заробљеништво се завршило након што је Манојло убедио Хризоскула да пређе на страну Римљана.
Нићифор Мелисин остао је веран цару Михаилу VII Дуки током побуне стратега Анатоликчке теме, Нићифора Вотанијата, која је избила у октобру 1077. Као награду, цар Михаило VII је именовао Нићифора за стратега уместо Вотанијата, али је након што је Вотанијат ушао у Константинопољ, априла 1078. и постао цар, Нићифор Мелисин је прогнан на острво Кос.

## Побуна против Вотанијата
У јесен 1080. Нићифор Мелисин је успео да побегне са острва Кос и врати се у Малу Азију, где је успео да привуче на своју страну локално становништво и окупи знатну војску, састављену углавном од турских најамника, уз помоћ којих је подигао устанак против Вотанијата. Нижифор се у свом подухвату првенствено ослањао на турска појачања, а према неким изворима је закључио уговор са Турцима, по коме им је уступио велики део малоазијских земаља. Мелисинове трупе успеле су да потчине многе малоазијске градове који су га признали за цара. Најпре је цар Нићифор III Вотанијат наредио да трупе којима је командовао Алексије Комнин, који су непосредно пре тога угушили устанке Нићифора Вријенија и Нићифора Василакија, крену против Мелисина. Алексије Комнин је, међутим, одбио да изврши наређење под изговором да му је Мелисин блиски рођак и да би сваки неуспех против њега могао бити погрешно протумачен. Због тога су против Мелисина послате трупе којима је командовао евнух Јован, дворски штићеник цара. У фебруару 1081. године, Мелисинове трупе су заузеле Никеју, где је он био слављен као цар, и успеле су да победе снаге евнуха Јована, чиме су Турци, Мелисинови савезници, постали де фацто владари целе Мале Азије. У марту 1081. Мелисин и његове трупе су стигли до града Дамалиса, где су до њега стигле вести о устанку Комнина против Вотанијата и проглашењу Алексија Комнина за цара. Мелисин је послао писмо Алексију Комнину са предлогом да њих двојица поделе власт над царством, при чему Алексије влада њеним западним делом, а Мелисин остане на власти над азијским провинцијама, а да, међутим, ни на који начин не наруши интегритет и чврсте темеље државе. Ипак, Мелисин је такође инсистирао на томе да добије царску дијадему и пурпурни огртач и да буде проглашен за савладара са Алексијем, како би почасти које се одају припале обојици. Као одговор, Алексије је Нићифору Мелисину понудио, у замену за његово покоравање, титулу цезара, почасти које јој припадају и највећи град у Тесалији. Иако Комнинов предлог није испунио жеље и очекивања Мелисина, прихваћен је због чињенице да је у овом тренутку успех Комнина у покоравању престонице већ изгледао извесним и није се могло очекивати да ће после тога бити једнако великодушни у његовом предлоге њему.
У међувремену, цар Нићифор III Вотанијат је покушао да спречи потчињавање града Комнинима абдикацијом у корист Мелисина. У ту сврху цар је послао гласнике Мелисину, који су га уз помоћ флоте довели у град да прихвати царску власт. Вотанијатови планови су пропали – његово посланство није стигло до Мелисене, пошто их је пресрео Георгије Палеолог, који је наговорио морнаре да пређу на страну Комнина. На крају, 1. априла, снаге Алексија Комнина су ушле у град и успеле да успоставе пуну контролу над престоницом, а 8. априла 1081. године Нићифор Мелисин је ушао у град. Цар Алексије I Комнин је одржао своју реч и почастио Нићифора Мелисина титулом „цезара“ и поставио га за намесника Солуна, доделивши му део градских прихода. Како је Нићифор добио титулу, до тада другу по важности, а цар Алексије I Комнин се плашио амбиција свог зета, нови цар је свом брату Исаку доделио новостворену титулу „севастократора“, која је заменила Цезарску титулу Мелисина .

## Служба под Комнинима
Након што је признао врховну власт Комнина, Нићифор Мелисин је остао веран новом цару и наставио да му служи до краја живота.
У јесен 1081. Мелисин је пратио цара у његовим походима против Нормана Роберта Гвискара. У бици код Драча, у којој су Римљани претрпели потпуни пораз од Нормана, Нићифор Мелисин је командовао десним крилом римске војске.
Године 1083., током битке за Ларису, коју су опседали Нормани предвођени Боемундом, цар Алексије I користио је Нићифора Мелсина као мамац за норманске трупе: цар је Мелисину поклонио царске ознаке и поставио га на чело дела војске, који су Нормани кренули да прогоне  мислећи да су то главне снаге Римљана. Док су Нормани прогонили војску Мелисина прерушеног у цара, цар Алексије I и главнина његове војске напали су и опљачкали нормански логор, приморавајући Боемонда да подигне опсаду и повуче се.
У августу 1087. године, Нићифор Мелисин је командовао левим крилом римске војске у бици код Друстера против Печенега.  Битка се завршила тешким губитком за Римљане, а Мелисина и многе друге су заробили Печенези. Ана Комнина у својој "Алексијади" приповеда да су печенешке вође у почетку планирале да побију све Римљане заробљене у бици, али на општем сабору народ није дозволио да се то догоди, пошто је цезар Нићифор Мелисин успео да убеди већину Печенега. да је било исплативије заробљенике разменити за откуп. Мелисинов предлог су Печенези размотрили и прихватили, а за трансакцију и њену цену цар је сазнао у Бероју, где су стизала писма од заробљеног Мелисина. Пошто је добио довољно новца из престонице, цар је откупио Мелисина и остале заробљене генерале и војнике.
У пролеће 1091. године, Нићифора Мелисина цар је послао код Еноса да прикупи војску међу Бугарима и влашким рударима. Трупе које је Мелисин успео да подигне придружиле су се царским снагама на време непосредно пре битке код Левуниона, иако су их по њиховом доласку Римљани првобитно помешали са војском Печенега. Међутим, обавезе регрутовања додатних појачања за војску спречиле су самог Мелисина да стигне на време за битку код Левуниона 29. априла – Цезар је стигао дан касније, па је морао да учи из царевих извештаја о догађајима који су претходили на разбијање варварских хорди.
Нешто касније, исте године, цезар Мелисин је присуствовао Комнинском породичном савету у Филипољу, који је одржан поводом оптужби да је Теофилакт Охридски планирао побуну против драчког војводе Јована Комнина, који је био син севастократор Исак Комнин и царев синовац. На овом сабору севастократор Исак Комнин је лично оптужио цезара Мелисина и његовог брата Хадријана за ширење клевете против његовог сина.
Током похода против Кумана 1095. године, Нићифор Мелисин, Георгије Палеолог и Јован Таронит су добили задатак да бране Берое и околину од напада Кумана. У вези са овим догађајима, Нићифор Мелисин се последњи пут помиње у "Алексијади", Ане Комнине.
Цезар Нићифор Мелисин умире 17. новембра 1104. године.